# Civry-la-Forêt
Civry-la-Forêt este o comună în Franța, situată în departamentul Yvelines din regiunea Île-de-France.

## Geografie

### Locație
Comuna Civry-la-Forêt se află în vestul departamentului Yvelines și în sudul regiunii Mantois, la aproximativ douăzeci de kilometri sud-vest de Mantes-la-Jolie.
Teritoriul comunal se întinde pe aproape 1.000 de hectare pe platoul Mantois. Teritoriul este esențial rural (aproximativ 90%) și împădurit în proporție de circa o treime, în partea de jos a văii Vaucouleurs, având și pădurea Civry care ocupă un sfert din teritoriul comunal în partea sa sudică.

### Hidrografie
Comuna este străbătută de râul Vaucouleurs, un mic afluent al Senei care urmează limita nord-vestică a comunei.

### Comune limitrofe
Este învecinată cu Mulcent la nord-est, cu Orvilliers la est, cu Gressey la sud, cu Richebourg la sud-est, cu Boissets la vest, cu Tilly la nord-vest și cu Montchauvet la nord.

### Transport si comunicatii

#### Rețeaua de drumuri
Situată într-o câmpie destinată culturilor mari, departe de marile axe rutiere, Civry-la-Forêt este conectată cu comunele vecine prin drumul departamental 166.

#### Transport în comun
Comuna este deservită de linia 38 a rețelei de autobuze Centre et Sud Yvelines.

#### Traseu de drumeții
Comuna este traversată de un traseu de drumeție, GR de Pays des Yvelines.

### Clima
În 2010, clima din comună era de tip oceanic al câmpiilor din Centru și de Nord, conform unui studiu a CNRS care se baza pe o serie de date care acoperă perioada 1971-2000. În 2020, Météo-France a publicat o tipologie a climei din Franța metropolitană în care comuna este expusă la un climat oceanic și se încadrează în regiunea climatică sud-vestică a bazinului parizian, caracterizată prin precipitații scăzute, în special în primăvară (120 până la 150 mm) și un iarnă rece (3,5 °C).
Pentru perioada 1971-2000, temperatura medie anuală este de 10,4 °C, cu o amplitudine termică anuală de 14,3 °C. Cantitatea medie anuală de precipitații este de 663 mm, cu 10,8 zile de precipitații în ianuarie și 8,2 zile în iulie. Pentru perioada 1991-2020, temperatura medie anuală observată la stația meteorologică situată în comuna Bû la 12 km distanță în linie dreaptă, este de 11,4 °C, iar cantitatea medie anuală de precipitații este de 633,2 mm. Pentru viitor, parametrii climatici estimati pentru comună pentru anul 2050, conform diferitelor scenarii de emisii de gaze cu efect de seră, pot fi consultati pe un site dedicat publicat de Météo-France în noiembrie 2022.

## Urbanism

### Tipologie
Civry-la-Forêt este o comună rurală, deoarece face parte din comunele puțin sau foarte puțin dense, conform grilei comunale de densitate a INSEE (Institutul Național de Statistică și Studii Economice).
De asemenea, comuna face parte din zona metropolitană a Parisului, fiind o comună din coroana metropolitană. Această zonă cuprinde 1.929 de comune.

### Utilizare simplificată a terenului
În 2017, teritoriul comunei era compus din 84,22% spații agricole, forestiere și naturale, 12,86% spații deschise artificiale și 2,91% spații construite.

## Toponimie
Numele localității este atestat sub formele Villa Sibriaci, Severicurtis în 1030. Parohia a fost denumită „la Forest de Civry” până la Revoluție.
Etimologia acestui toponim provine din aglutinarea numelui de persoană gallo-roman Severius și a sufixului acum, care înseamnă: „pământul lui Severius (cel sever, rigid)”.

## Istorie
Teritoriul era deja locuit în Epoca Bronzului; aici au fost descoperite vestigiile unui atelier de turnătorie din acea perioadă, precum și diverse unelte.
Senioria de la Forest a aparținut succesiv mai multor familii: Raoul de Civry în secolul al XI-lea, seniorii din Richebourg în secolul al XIV-lea, apoi familia Vialard în secolul al XVI-lea. A fost răscumpărată înainte de Revoluție de Ludovic-Carol de Bourbon, conte de Eu.
Numele „Civry” ar proveni de la numele unui personaj gallo-roman, Sevire.

## Administrație

### Organe administrative și judiciare
Comuna Civry-la-Forêt aparține cantonului Bonnières-sur-Seine și este atașată comunității de comune din ținutul Houdan.
Din punct de vedere electoral, comuna este atașată celei de-a noua circumscripții a departamentului Yvelines, o circumscripție cu predominanță rurală situată în nord-vestul departamentului Yvelines.
Pe plan judiciar, Civry-la-Forêt face parte din jurisdicția instanței din Mantes-la-Jolie și, ca toate comunele din Yvelines, se supune tribunalului judiciar și tribunalului comercial din Versailles.

### Date demografice

#### Evoluția demografică
Evoluția numărului de locuitori este cunoscută prin recensămintele populației efectuate în comună începând din 1793. Pentru comunele cu mai puțin de 10 000 de locuitori, un recensământ al întregii populații este realizat la fiecare cinci ani, populațiile legale pentru anii intermediari fiind estimate prin interpolare sau extrapolare. Pentru comună, primul recensământ exhaustiv în cadrul noului dispozitiv a fost realizat în 2006.
În 2021, comuna număra 357 locuitori, în creștere cu 16,04% față de 2015 (Yvelines: +2,04%, Franța fără Mayotte: +1,84%).
| An        | 1793 | 1821 | 1841 | 1856 | 1872 | 1886 | 1901 | 1921 | 1936 | 1962 | 1982 | 2006 | 2016 | 2021 |
| --------- | ---- | ---- | ---- | ---- | ---- | ---- | ---- | ---- | ---- | ---- | ---- | ---- | ---- | ---- |
| Populație | 412  | 403  | 299  | 285  | 250  | 228  | 254  | 184  | 141  | 184  | 210  | 330  | 338  | 357  |

#### Piramida vârstei
În 2018, rata persoanelor cu vârsta sub 30 de ani era de 33,3%, sub media departamentală de 38,0%. În schimb, rata persoanelor cu vârsta peste 60 de ani era de 22,7% în același an, în timp ce la nivel departamental era de 21,7%.
În 2018, comuna avea 167 de bărbați și 168 de femei, ceea ce reprezintă un procent de 50,15% femei, ușor sub rata departamentală de 51,32%.

## Cultura și patrimoniul local

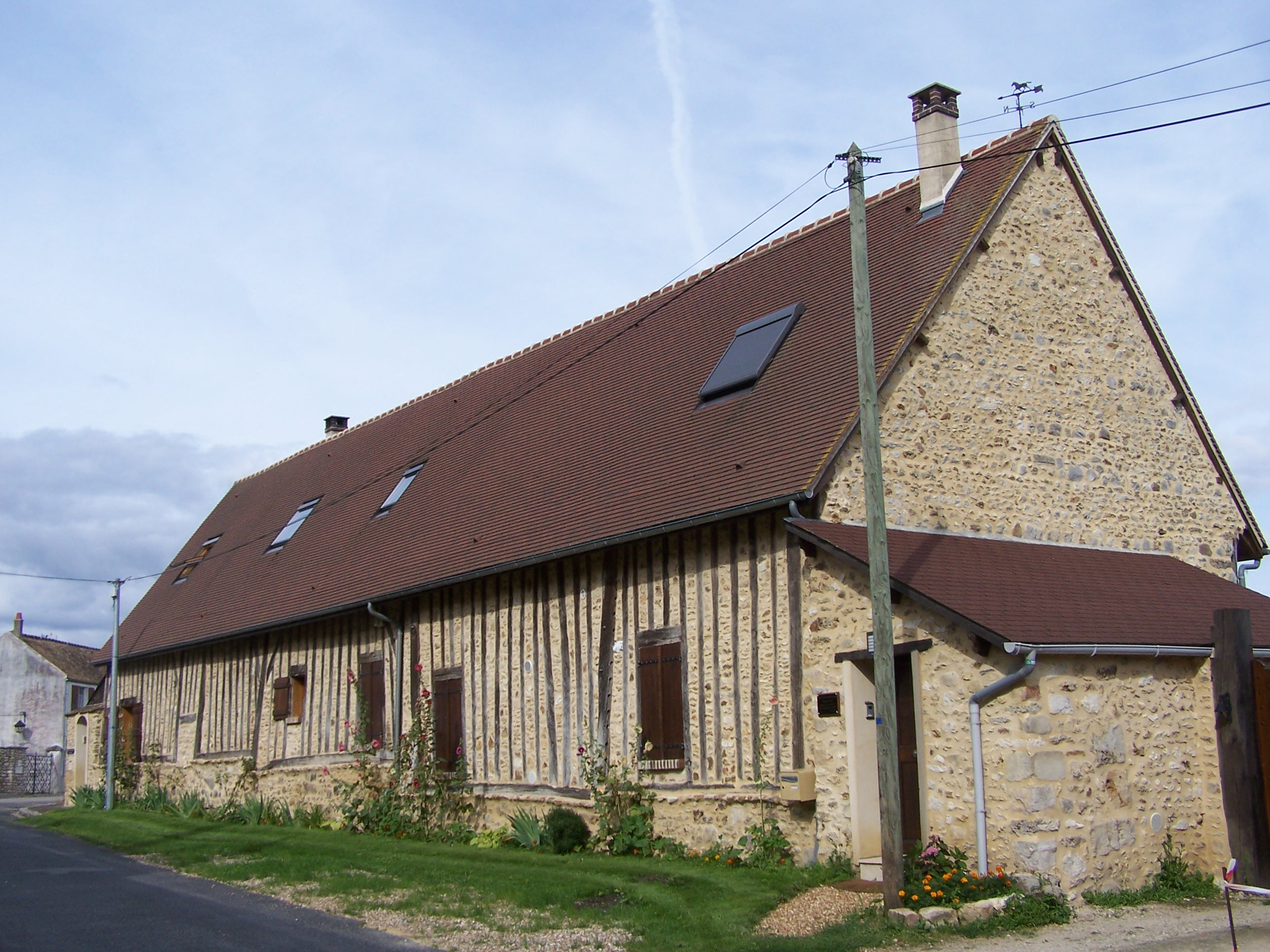
Casă.

### Locuri si monumente
- Biserica Saint-Barthélemy

Biserică de piatră din secolul al XII-lea, reconstruită în secolul al XVI-lea după distrugerea sa în timpul Războiului de 100 de Ani. Clopotnița sa, acoperită cu ardezie, este un turn de apărare masiv.
Absida și clopotnița sunt protejate ca monumente istorice prin ordinul din 14 octombrie 1963. Această biserică este izolată de sat, la aproximativ un kilometru distanță.
Pe latura de vest a bisericii se află o ușă a cărei boltă romanică datează din secolul al XII-lea.
Biserica adăpostește o statuie din piatră a Fecioarei cu Pruncul, pictată și policromată, datând din secolul al XVI-lea, precum și un fragment de vitraliu reprezentându-i pe Sfântul Martin, Sfânta Varvara, donatorul, Sfântul Ioan Botezătorul, Fecioara Maria și Sfântul Iosif, datat din 1526. Ambele opere fac parte din inventarul monumentelor istorice din 1961.
- Fântână acoperită: din secolul al XVIII-lea.
- Primărie-școală: construită din cărămidă cu legături de piatră, de la începutul secolului al XX-lea.

### Personalități
- Alain Cuny (1908-1994), actor. A locuit în cătunul Savon Noir. Este înmormântat la Civry-la-Forêt.

### Heraldică
|  | Civry-la-Forêt - De aur , cu o bandă de azur, însoțită în partea de sus de o moară cu roata sa cu palete de argint trecând peste bandă, și în vârf de un arbore de sinople cu tulpina de argint; în partea superioară, de azur încărcat cu inscripția „CIVRY LA FORET” cu litere majuscule, în dreapta o păstrăv și în stânga o potârniche, totul de argint. |